# Rafael França Bezerra
Rafael França Bezerra (ur. 16 czerwca 1983 w Recife) – brazylijski futsalista, zawodnik z pola, od 2011 roku gracz Inter Movistar i reprezentacji Brazylii, z którą w 2012 roku zdobył Mistrzostwo Świata.